# 1110.
1110. je drugo desetletje v 12. stoletju med letoma 1110 in 1119. 